# Oedicephalus variegatus
Oedicephalus variegatus är en stekelart som först beskrevs av Gyöö Viktor Szépligeti 1903.  Oedicephalus variegatus ingår i släktet Oedicephalus och familjen brokparasitsteklar. Inga underarter finns listade i Catalogue of Life.